# Spas, Starîi Sambir
Spas (în ucraineană Спас) este un sat în comuna Terșiv din raionul Starîi Sambir, regiunea Liov, Ucraina.

## Demografie
Componența lingvistică a localității Spas
     Ucraineană (99,39%)
     Alte limbi (0,61%)
Conform recensământului din 2001, majoritatea populației localității Spas era vorbitoare de ucraineană (99,39%), existând în minoritate și vorbitori de alte limbi.